# Charanjit Kumar
Charanjit Kumar, född den 11 april 1956, är en indisk landhockeyspelare.
Han tog OS-guld i herrarnas landhockeyturnering i samband med de olympiska landhockeytävlingarna 1980 i Moskva.